# Едвин Овен
Едвин Роберт „Боб” Овен (енгл. Edwyn Robert "Bob" Owen; Минеаполис, 8. јун 1936 − Топика, 5. октобар 2007) био је амерички хокејаш на леду који је играо на позицијама одбрамбеног играча.
Као члан сениорске репрезентације Сједињених Држава освојио је златну олимпијску медаљу на ЗОИ 1960. у америчком Скво Валију.
Неколико сезона играо је за хокејашки тим Универзитета Харвард и својевремено је био један од најбољих играча тог тима. Веома рано је оболео од шизофреније због чега је њена играчка каријера трајала доста кратко.